# Fourth of July (rose)
'Fourth of July' (ce qui signifie en anglais « Quatre juillet », en référence au jour de l'Indépendance, fête nationale aux États-Unis) est un cultivar de rosier grimpant, introduit sur le marché par Tom Carruth, obtenteur américain, en 1999. Il est appelé 'Crazy For You' au Royaume-Uni.

## Description

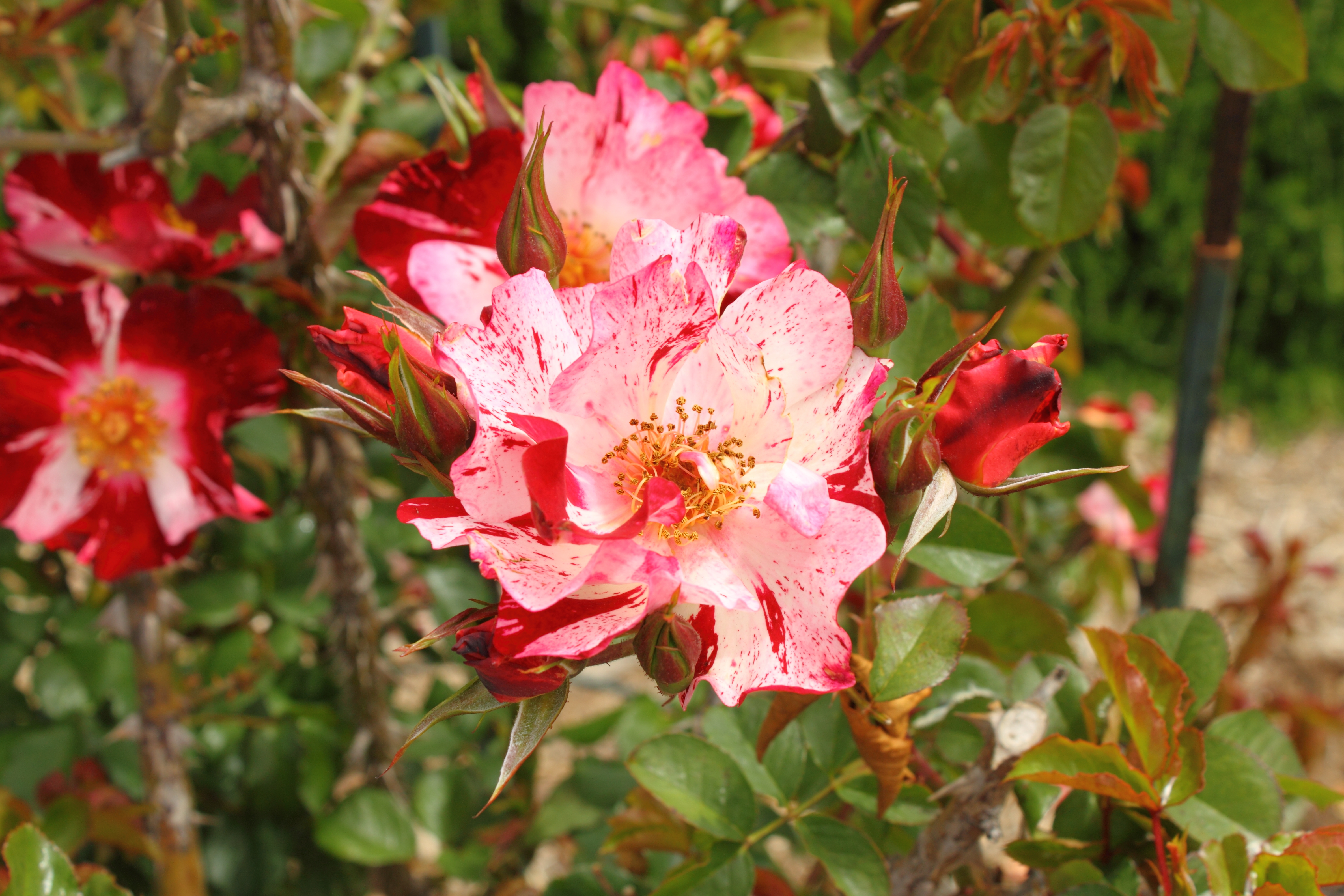
Rose en gros plan.

Ce rosier remontant peut s'élever de 3 mètres à 4,55 mètres, pour une largeur pouvant atteindre 1,85 mètre ; il présente de grandes fleurs (11 cm de diamètre) semi-doubles délicatement parfumées et panachées rouge et blanc. Elles fleurissent en bouquets à profusion. Le feuillage de 'Fourth of July' est d'un vert sombre et brillant. Il est parfait pour couvrir des pergolas, treillis, piliers ou pylônes, ainsi que des murs, mais il peut aussi être cultivé en grand buisson qui éclairera le jardin de ses couleurs éclatantes.
Ce rosier a besoin de soins s'il est planté en zone trop pluvieuse, mais sinon il s'agit d'un rosier rustique et résistant aux maladies. Sa zone de rusticité est de 6a à 9b.
Ce rosier est issu du croisement 'Roller Coaster' x 'Altissimo' (Delbard, 1966).

## Descendance
'Fourth of Juy' a donné naissance à 'Navy Lady' (2003), 'Soaring Spirits' (2004) et 'Dick Clark' (2009).

## Distinctions
- All-America Rose Selections, premier prix 1999[5]
- New Zealand Novelty Award 2000
- RHS/RNRS Award of Garden Merit 2012